# Sint-Maartenskerk (Wehl)

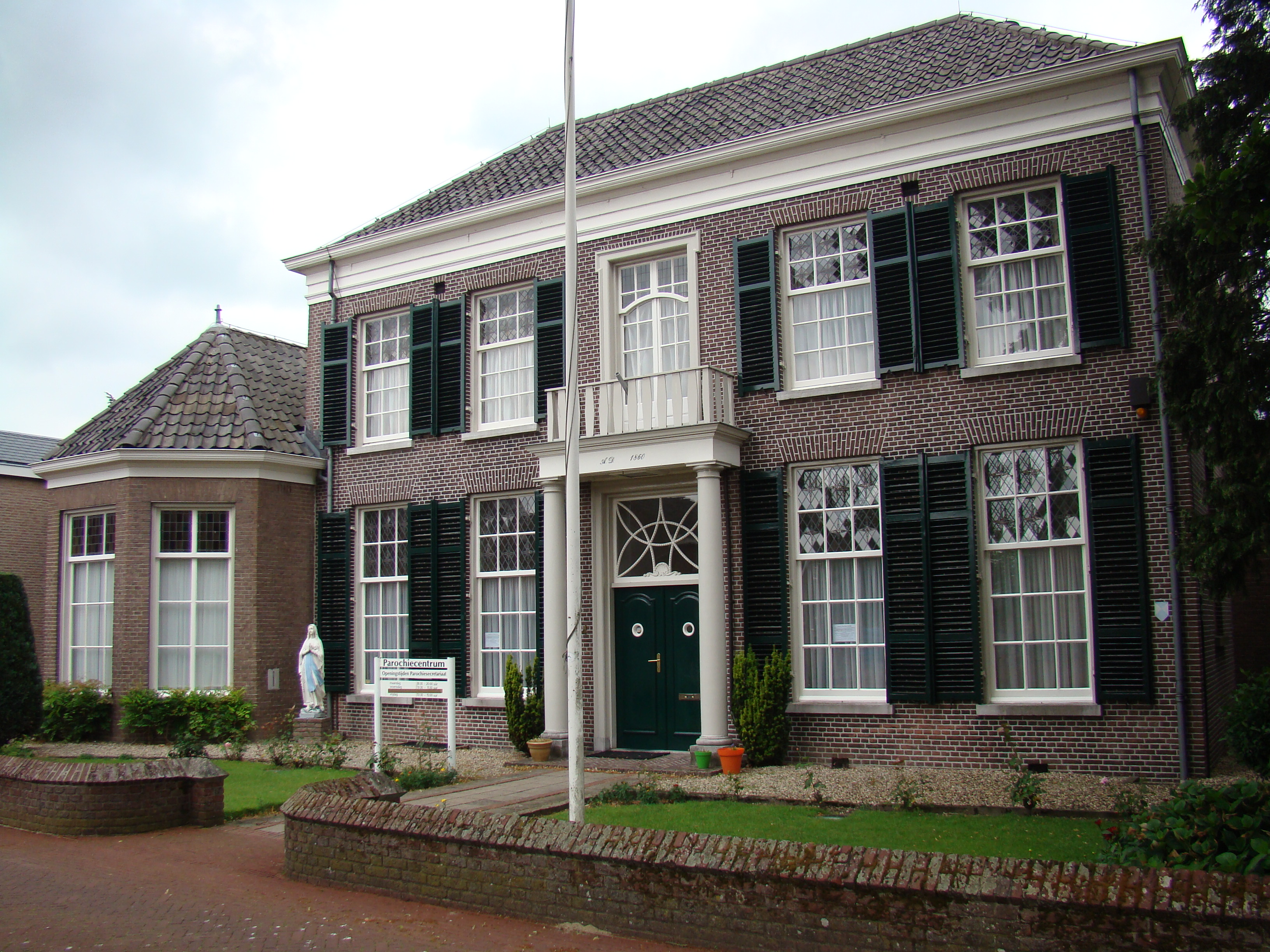
R.K. Pastorie, Kerkplein 4 Wehl

De Sint-Maartenskerk of ook wel de Sint-Martinuskerk is een rooms-katholieke kerk in de Nederlandse plaats Wehl. De basis van de kerk stamt uit de middeleeuwen. De eerste vermelding van een stenen kerk stamt uit 1188, waarbij de kerk valt onder de Sint-Oswalduskerk van Zeddam. In 1466 werd de Sint-Maartenskerk een eigen parochie.
In de loop der eeuwen is de kerk een aantal keren aangepast en uitgebreid, onder andere door de groei van het aantal parochianen. Door deze groei werd ook besloten tot de bouw van kerken in Kilder (de Sint-Jan de Doperkerk) en in Nieuw-Wehl (de Onze-Lieve-Vrouw van Altijddurende Bijstandkerk). In 1844 wordt het plan opgevat om de kerk door een grotere nieuwe te vervangen, maar dit voornemen strandde door tegenwerking van de overheid in de persoon van Jhr. Joannes Antonius Christianus Arnoldus van Nispen van Sevenaer, districtscommissaris te Doesburg, die sloop van een nog solide oud gebouw als geldverspilling afwees.

De laatste grote verbouwing vond plaats in 1916. Bij die gelegenheid werd een deel van het gotische schip en het 19de-eeuwse koor afgebroken en naar een ontwerp van onder leiding van Hermanus Kroes in neogotische stijl herbouwd en uitgebreid met een transept. Twee traveeën van het pseudobasilicale schip en de gedeeltelijk romaanse toren bleven behouden.
De toren, waarvan de tufstenen romp uit de 12de eeuw dateert, heeft een ingesnoerde naaldspits en aan de noordkant een traptoren. In de toren bevindt zich een uurwerk van klokkengieterij Eijsbouts. In de kerk bevindt zich een zandstenen doopvont in gotische stijl.
De kerk is in 1966 aangewezen als rijksmonument.

## Galerij

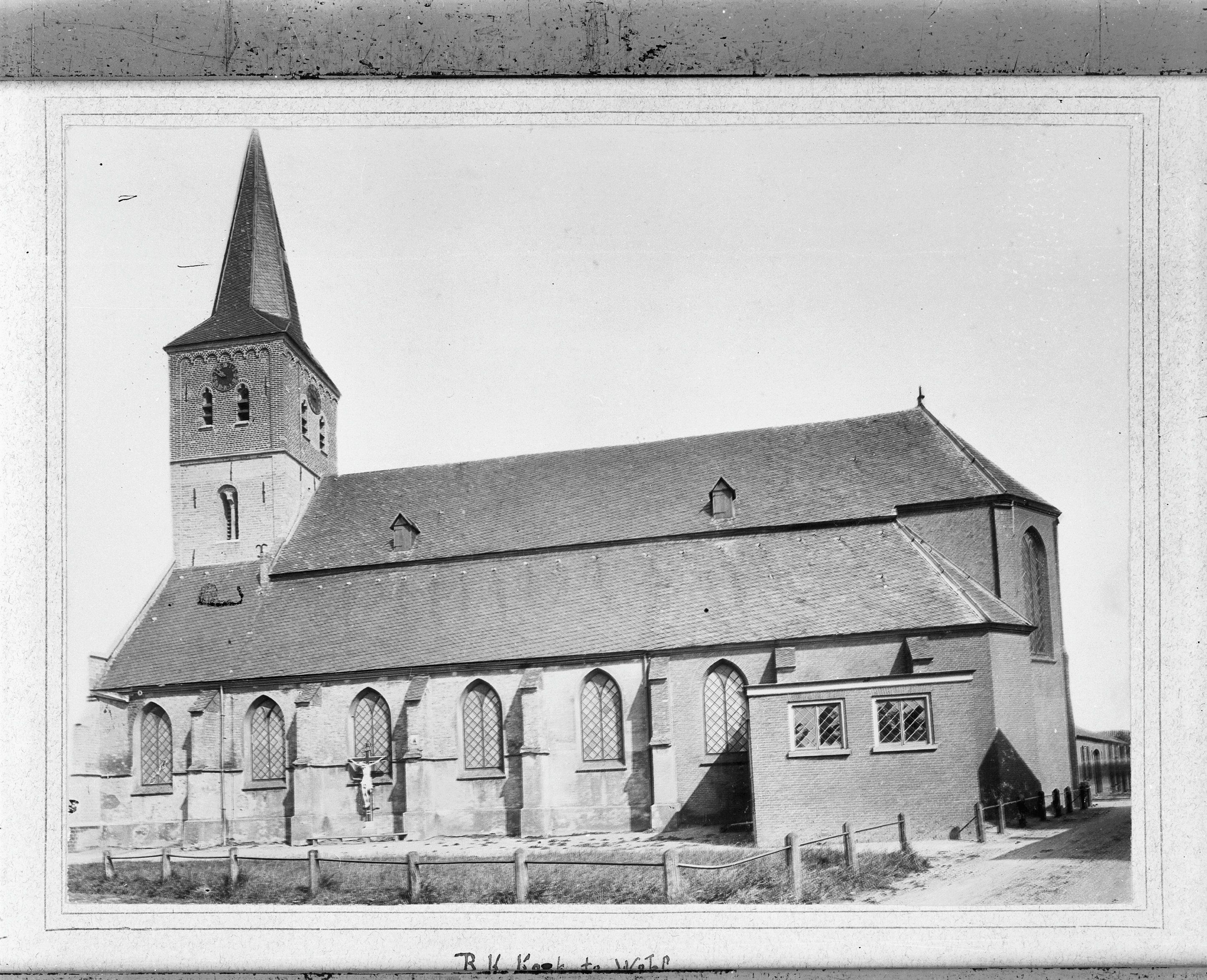
Aanzicht in circa 1895
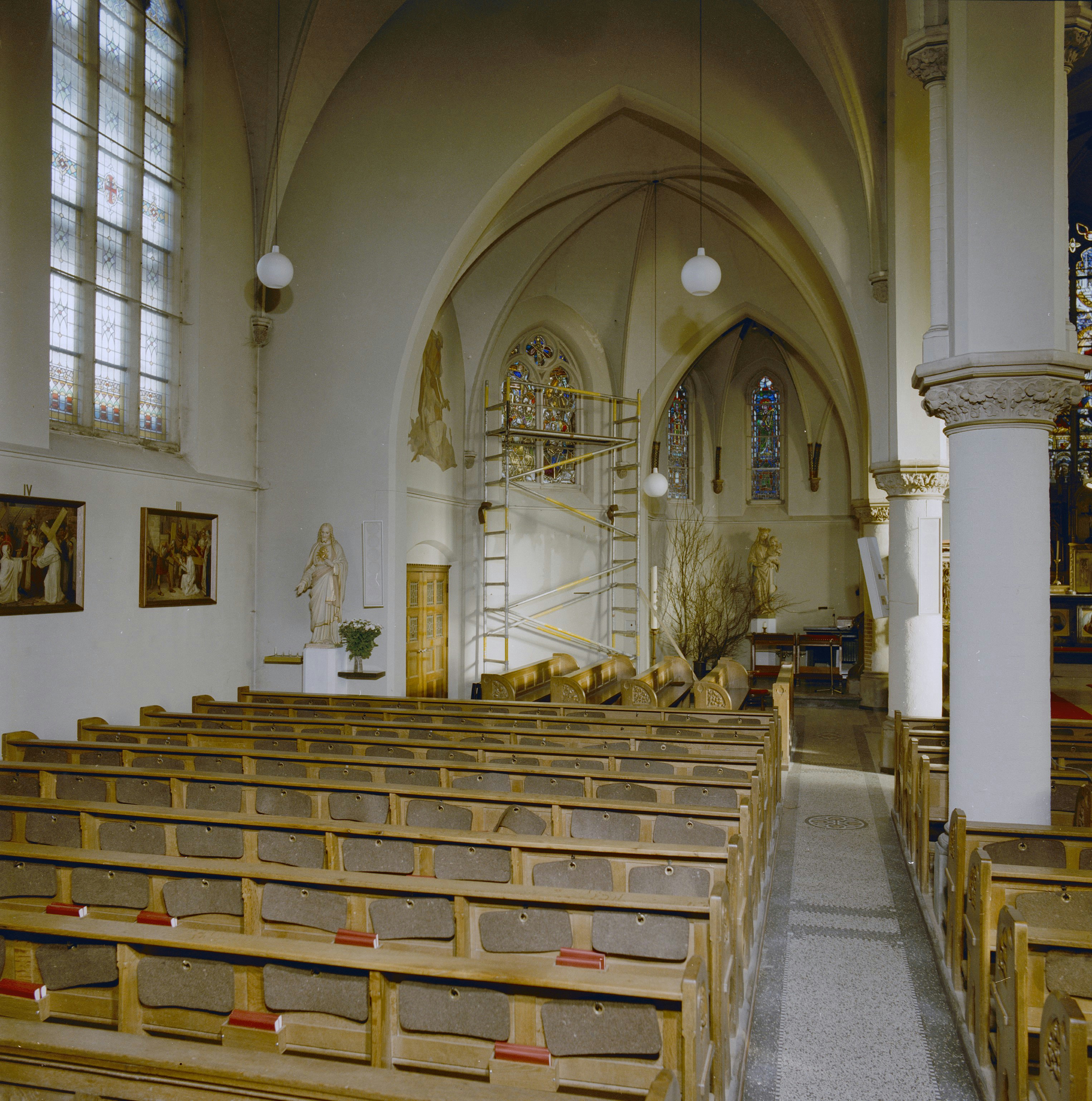
Interieur in 1990
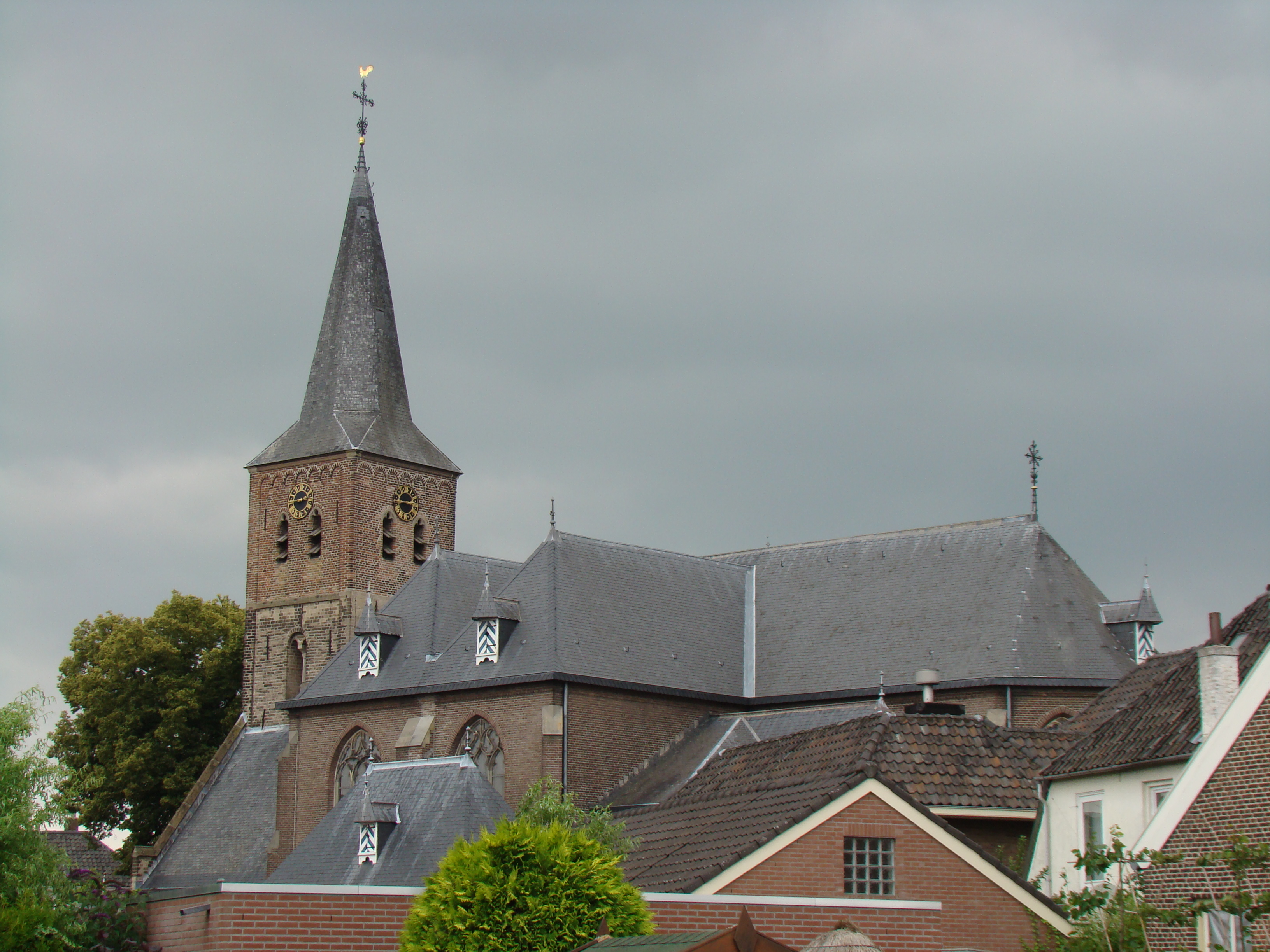
Aanzicht in 2011
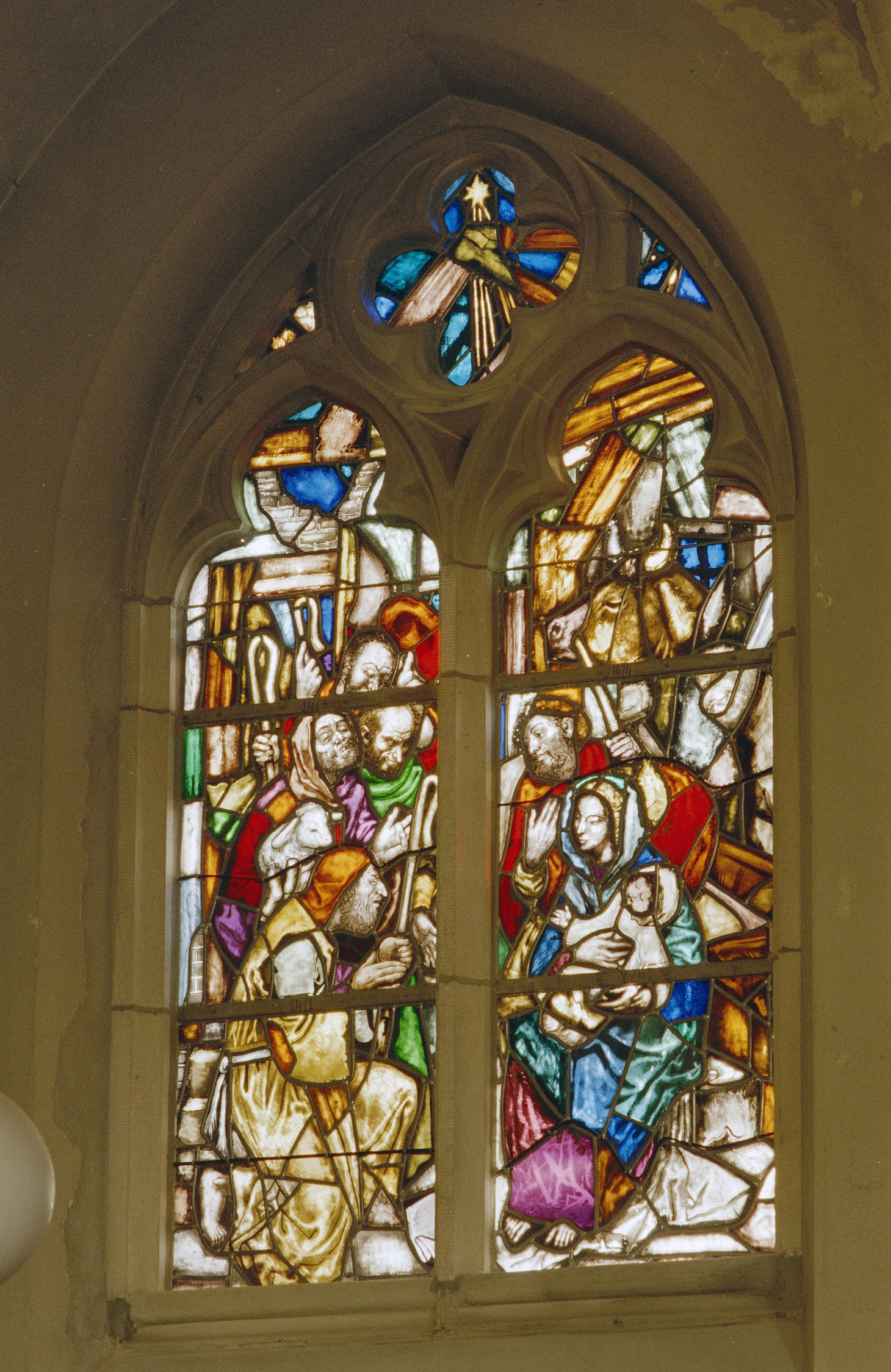
Gebrandschilderd glas-in-loodraam